# Compañía de Salitres de Chile
La Compañía de Salitres de Chile (COSACH) fue una empresa mixta, que funcionó entre 1930 y 1933, conformado por el Estado de Chile y los productores privados. Creado por la Ley N° 4.863 del 21 de julio de 1930 y disuelta en enero de 1933. Reemplazada por la Corporación de Ventas de Salitre y Yodo de Chile (COVENSA).

## Origen y evolución
LA COSACH se creó con el objetivo de fomentar y participar en la producción, exportación y comercialización del salitre y iodo. Estuvo conformada como sociedad anónima compuesta por:
- el Estado de Chile con un 50% del capital social (acciones serie A)
- y el resto por las 37 compañías que empleaban el sistema Shanks. (acciones serie B)

Los dos grandes productores, la Compañía Salitrera Anglo-Chilena y la Lautaro Nitrate Company, fueron consideradas posteriormente empresas subsidiarias por el Decreto N° 12 del 24 de febrero de 1931, ya que por un conjunto de situaciones legales y comerciales no podía ser incorporadas a la COSACH al momento de promulgarse la Ley N° 4.863. Con ello la COSACH adquiría el 80% de sus acciones. Quedaron con las mismas obligaciones que las otras empresas y gozaban de exenciones tributarias. 
El derecho de exportación de salitre y yodo que era el único impuesto y principal entrada de divisas al presupuesto nacional por las leyes de 1897 y 1927, es reemplazado por la participación del Estado en el 50% de las utilidades. Además el Estado asumía las deudas de las compañías integradas. Para las empresas no incorporadas a la COSACH se estableció que mantenían la tributación por medio del pago derecho de exportación de salitre y yodo si entregaban su producción de yodo a la COSACH y aceptaban una cuota de producción.
Ley también estableció que la COSACH debían abastecerse de insumos nacionales en igualdad de condiciones que los extranjeros, contratar seguros con compañías nacionales o extrajeras. En este último caso de una lista autorizada por el gobierno. Se establecía un departamento de bienestar para los obreros. Debía entregar a la Caja de Crédito Agrario u otras instituciones fiscales parte de su producción a precio de costo y puesto a bordo de transporte marítimo o ferrocarril.
Se esperaba que con la centralización de tareas se podría abaratar los costos y aumentar la productividad. Sin embargo, para cumplir sus compromisos efectuó una emisión de acciones y bonos sobre su deuda que se cubrirían con las utilidades. Al final cayó su producción y el constante desfinanciamiento y emisión de bonos para pagar sus obligaciones a futuro hicieron que la COSACH fuera declarada en liquidación el 2 de enero de 1933. Unido todo al hecho que se cuestionó la legalidad de constitución y la carga económica que se estaba transformado para el fisco.

## Disolución de la COSACH
Con la asunción a la Presidencia de la República de Arturo Alessandri Palma (1932-1938) se decide cambiar la situación del estanco salitrero ante las constantes perdidas de utilidades de la COSACH y el escándalo político en su creación que se veían beneficiando más a las empresas Anglo Chilean Nitrate y la Lautaro Nitrate que al Estado chileno y las empresas privadas. Una primera medida fue declarar la liquidación de la COSACH en enero de 1933. Una de sus consecuencias fue el colapso del Anglo-South American Bank, principal acreedor y tenedor de los bonos de la COSACH. Posteriormente se crea la Corporación de Ventas de Salitre y Yodo de Chile (COVENSA) por Ley N° 5.350 del 8 de enero de 1934.

## Organización de la COSACH
La autoridad de la COSACH correspondía a un directorio de 12 integrantes, el cual nombraba al Presidente de la COSACH. El Presidente de la República designaba 4 de los 12 directores, sin embargo ciertas decisiones requería la concurrencia estos directores para su aprobación. Su domicilio legal estaba en la ciudad de Valparaíso.